# Talawang
Talawang (nepalski: तालावाङ) – gaun wikas samiti w zachodniej części Nepalu w strefie Rapti w dystrykcie Rolpa. Według nepalskiego spisu powszechnego z 2011 roku liczył on 1048 gospodarstw domowych i 5180 mieszkańców (2830 kobiet i 2350 mężczyzn).